# عادل زواتي
عادل زواتي (1920 في زواتا- 1984) سياسي فلسطيني من مواليد بلدة زواتا في محافظة نابلس.

## نشأته وتحصيله العلمي
ولد عادل زواتي عام 1920 في زواتا لأبوين فلسطينيين. كان والده عبد الرحمن، بالإضافة إلى شقيقه نجيب زواتي، من علماء الإسلام، وخريجي جامعة الأزهر في القاهرة، أقدم جامعة إسلامية في العالم. تلقى تعليمه في مدارس نابلس والقدس قبل أن يتسلم شهادات البكالوريوس والماجستير مع مرتبة الشرف في الأدب العربي من الجامعة الأمريكية في بيروت عام 1945. عين الزواتي حاكمًا لمدينة اللد ثم الرملة ثم يافا خلال الانتداب البريطاني على فلسطين. انتقل بعد ذلك إلى القدس للعمل كسكرتير للمفوض السامي البريطاني في القدس. أسرته القوات الإسرائيلية خلال حرب 1948، ثم تم إطلاق سراحه لاحقًا في تبادل للأسرى.
شغل الزواتي منصب رئيس بلدية جنين عام 1961 ثم الخليل وإربد. عمل لاحقًا في المعهد الأردني للإذاعة والتلفزيون، وفي مناصب أخرى مختلفة. مثل مدينة نابلس في مجلس الأمة الأردني.